# Codeinonă

Molecula de Codeinonă

Codeinona este un opioid slab cu efect antitusiv. La nivelul ficatului este metabolizată la morfină, dar 7-10% dintre caucazieni nu posedă enzima necesară, deci nu beneficiază de analgezia produsă de aceasta.

## Structură chimică
Codeinona poate fi descrisă ca metil eterul morfinonei: 3-metil-morfinonă.

Codeinona poate fi, de asemenea, descrisă ca cetona codeinei: codeină-6-on.